# Pete Riski
Pete Riski, (nacido el 9 de enero de 1974 en Rovaniemi, Finlandia) es un premiado director de videos musicales finlandés y comercial que ha dirigido videos musicales para Lordi, de cuyo vocalista Mr. Lordi es amigo de toda la infancia; entre otros. En 2007 dirigió su primer largometraje de película de terror, la película Dark Floors.

Los videoclips de Pete están todos escritos más como cortometrajes o escenas de una película. Su trabajo pronto lo convirtió en uno de los nombres más buscados en la industria de la música de vídeo de Finlandia. Tuvo su primera retrospectiva en un festival de vídeo de la música a la edad de 25.
Pete Riski es actualmente un director independiente. Tiene una representación en las empresas siguientes:
- Rattling Stick (Reino Unido, Europa)[2]
- Sons and Daughters (Canadá)[3]
- Directors Guild (Finlandia)[4]

## Trabajos

### Videoclips
- Nylon Beat - Viimeinen
- Nylon Beat - Seksi vie ja taksi tuo
- Nylon Beat - Syytön
- Come Inside - Hold Me Now
- Z-MC: The Drum & The Bass
- Waldo's People - U Drive Me Crazy
- Waldo's People - 1000 Ways
- Jonna Tervomaa - Yhtä en saa
- Egortippi - Koivuniemen herra
- Paleface - The Ultimate Jedi Mind Trick - Episode IV
- Lordi - Would You Love a Monsterman?
- Lordi - Devil is a Loser
- Lordi - Blood Red Sandman
- Lordi - Hard Rock Hallelujah
- Lordi - It Snows In Hell
- Lordi - Who's Your Daddy
- Husky Rescue - New Light Of Tomorrow
- Husky Rescue - Caravan
- Husky Rescue - They Are Coming
- Negative - End of The Line

### Largometrajes
- Dark Floors – La película de Lordi (estreno el 8 de febrero de 2008)